# Camilla Tilling

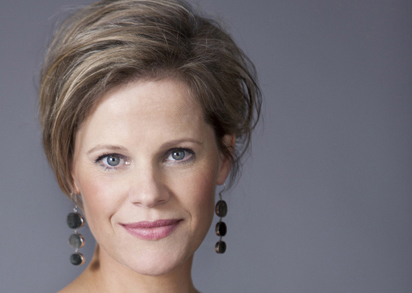
Camilla Tilling (2011)

Camilla Tilling (* 18. Mai 1971 in Linköping) ist eine schwedische Opern- und Konzertsängerin in der Stimmlage Sopran.

## Leben

### Jugend und Ausbildung
Tilling wuchs in Linköping auf, wo sie Gospel- und Jazzmusik im Kirchenchor und in der Schule sang. Sie studierte in den Jahren 1997 und 1998 an der Högskolan för scen och musik in Göteborg und am Royal College of Music in London, wo sie 1998 ihr Studium abschloss.

### Karriere
Ihr Operndebüt war 1997 die Rolle der Olympia in Jacques Offenbachs Hoffmanns Erzählungen in Göteborg. An der New York City Opera sang sie in der Opernsaison 2001/2002 die Corinna in Gioachino Rossinis Il viaggio a Reims, in 2002 am Royal Opera House in London unter der Leitung von Simone Young die Sophie in Der Rosenkavalier von Richard Strauss, beim Aix-en-Provence Festival die Susanna in Le nozze di Figaro von Wolfgang Amadeus Mozart unter der Leitung von Marc Minkowski, beim Glyndebourne Festival in Peter Grimes von Benjamin Britten unter der Leitung von Marc Wigglesworth, am Brüsseler Opernhaus La Monnaie/De Munt unter der Leitung von Antonio Pappano die Sophie in Der Rosenkavalier von Richard Strauss, an der Metropolitan Opera unter der Leitung von James Levine die Nanetta in Giuseppe Verdis Falstaff und beim Drottningholm Festival unter der Leitung von Arnold Östman die Pamina in Wolfgang Amadeus Mozarts Die Zauberflöte. Im Jahr 2003 gab sie am Royal Opera House die Dorinda in Georg Friedrich Händels Orlando mit Bejun Mehta in der Titelrolle, dirigiert von Charles Mackerras. Sie nahm Henry Purcells Dido and Aeneas mit Susan Graham und Ian Bostridge, dirigiert von Emmanuelle Haïm auf. Ihr Debüt am Teatro alla Scala im Jahr 2005 war die Rolle der Ilia in Wolfgang Amadeus Mozarts Idomeneo. Im Jahr 2008 war sie auf einer DVD von Olivier Messiaens Oper Saint François d’Assise in der Rolle des Engels zu hören und zu sehen, mit Rodney Gilfry als St. Francis, dirigiert von Ingo Metzmacher, aufgenommen live in Amsterdam.
Camilla Tilling ist auf der Konzertbühne und in Rezitals ebenfalls zu Hause und trat bei den Festspielen in Salzburg und Wien auf, ebenso bei den BBC Proms, in der Londoner Wigmore Hall und der New Yorker Carnegie Hall sowie mit vielen der führenden Dirigenten und Orchester der Welt. Unter anderem sang sie Joseph Haydns Die Schöpfung mit dem Los Angeles Philharmonic unter der Leitung von Esa-Pekka Salonen, Haydns Die Jahreszeiten unter der Leitung von John Eliot Gardiner, Johann Sebastian Bachs Matthäus-Passion mit dem Mahler Chamber Orchestra und dem Dirigenten Daniel Harding, Felix Mendelssohn-Bartholdys Elias mit dem Concertgebouw Orchestra unter der Leitung von Philippe Herreweghe, Wolfgang Amadeus Mozarts Große Messe in c-Moll mit der San Francisco Symphony, Ein deutsches Requiem von Johannes Brahms unter der Leitung von Ivor Bolton und Georg Friedrich Händels Messiah mit den Berliner Philharmonikern unter der Leitung von William Christie.
In der Spielzeit 2009/2010 kehrte Camilla Tilling für Produktionen von Mozarts Le Nozze di Figaro zum Royal Opera House nach London und an die Bayerische Staatsoper nach München zurück. Außerdem gastierte sie in Japan, wo sie zuletzt mit Seiji Ozawa in Hänsel und Gretel von Engelbert Humperdinck, diesmal als Pamina in Mozarts Die Zauberflöte an Tokios neuem Nationaltheater auftrat. Außerdem sang sie in Paris unter der Leitung von Kurt Masur in Edvard Griegs Peer Gynt und mit dem Dirigenten Daniele Gatti in Gustav Mahlers 2. Sinfonie, in Stockholm unter der Leitung von Sakari Oramo Ludwig van Beethovens Scene und Arie Ah! Perfido Op. 65, in München mit Thomas Hengelbrock Felix Mendelssohn-Bartholdys Elias, in Berlin mit Marek Janowski und in Köln mit Semyon Bychkov Johannes Brahms Ein deutsches Requiem, in Salzburg, Birmingham und Berlin mit Sir Simon Rattle und Peter Sellars Johann Sebastian Bachs Matthäus-Passion und auf Tournee mit Emmanuelle Haïm Georg Friedrich Händels Messiah. Im Jahr 2010 war sie außerdem Solistin in Gustav Mahlers 2. Sinfonie beim Eröffnungskonzert des Rheingau Musik Festivals, dirigiert von Paavo Järvi im Kloster Eberbach.
In der Spielzeit 2013/2014 war Tilling am Royal Opera House als Susanna in Mozarts Le nozze di Figaro, am Teatro Real de Madrid als Adina in Gaetano Donizettis L’elisir d’amore und in Salzburg als Euridice in Christoph Willibald Glucks Orfeo ed Euridice zu hören. Weitere Engagements führten sie in einem Rezital zur Los Angeles Opera, mit Bachs Johannes-Passion ans Festspielhaus Baden-Baden und mit Haydns Die Schöpfung zu den Salzburger Festspielen.
In der Spielzeit 2014/2015 gab Tilling die Mélisande in Claude Debussys Pelléas et Mélisande an der Sächsischen Staatsoper in Dresden und die Pamina in Mozarts Zauberflöte an der Opéra National de Paris.
In der Spielzeit 2015/2016 war Tilling als Contessa d’Almaviva in Mozarts Le nozze di Figaro beim Drottningholms Slottsteater in Stockholm und als Mélisande in Claude Debussys Pelléas et Mélisande an der Los Angeles Opera zu hören.
In der Spielzeit 2016/2017 sang Tilling die Contessa d’Almaviva in Mozarts Le nozze di Figaro an der Kungliga Operan in Stockholm. Bei den Eröffnungskonzerten der Elbphilharmonie in Hamburg am 11. und 12. Januar 2017 sollte Tilling für die erkrankte Anja Harteros einspringen und bei den Konzerten den Sopran-Part übernehmen. Kurzfristig sprang Hanna-Elisabeth Müller für sie ein.
Im Zeitraum 2018 bis 2023 hatte Camilla Tilling Engagements an der Philharmonie de Paris, der Kungliga Operan, der Oper Göteborg, der Finnischen Nationaloper, dem Teatro Maestranza, dem Auditorio Nacional de Música, dem Teatro Real de Madrid, der Maison de la Radio et de la Musique und der Washington National Opera und arbeitete mit dem Montreal Symphony Orchestra, dem Symphonieorchester des Bayerischen Rundfunks, dem Freiburger Barockorchester, den Oslo Philharmonic und den Berliner Philharmonikern.

## Repertoire (Auswahl)

### Oper
| Komponist                 | Oper                    | Rolle               |
| ------------------------- | ----------------------- | ------------------- |
| Benjamin Britten          | Peter Grimes            |                     |
| Benjamin Britten          | The Turn of the Screw   | Gouvernante         |
| Claude Debussy            | Pelléas et Mélisande    | Mélisande           |
| Gaetano Donizetti         | L’elisir d’amore        | Adina               |
| Christoph Willibald Gluck | Orfeo ed Euridice       | Euridice            |
| Georg Friedrich Händel    | Orlando                 | Dorinda             |
| Georg Friedrich Händel    | Hercules                | Iole                |
| Engelbert Humperdinck     | Hänsel und Gretel       | Gretel              |
| Olivier Messiaen          | Saint François d’Assise | Engel               |
| Wolfgang Amadeus Mozart   | Die Zauberflöte         | Pamina              |
| Wolfgang Amadeus Mozart   | Idomeneo                | Ilia                |
| Wolfgang Amadeus Mozart   | La finta giardiniera    | Arminda             |
| Wolfgang Amadeus Mozart   | Le nozze di Figaro      | Contessa d’Almaviva |
| Wolfgang Amadeus Mozart   | Le nozze di Figaro      | Susanna             |
| Jacques Offenbach         | Hoffmanns Erzählungen   | Olympia             |
| Henry Purcell             | Dido and Aeneas         | Belinda             |
| Gioachino Rossini         | Il viaggio a Reims      | Corinna             |
| Gioachino Rossini         | Il barbiere di Siviglia |                     |
| Richard Strauss           | Der Rosenkavalier       | Sophie              |
| Giuseppe Verdi            | Falstaff                | Nanetta             |
| Giuseppe Verdi            | Un ballo in maschera    | Oskar               |
| Alexander Zemlinsky       | Der Zwerg               | Donna Clara         |

### Vokalwerke
| Komponist                   | Vokalwerk             |
| --------------------------- | --------------------- |
| Ludwig van Beethoven        | Ah! Perfido Op. 6     |
| Alban Berg                  | Sieben frühe Lieder   |
| Johannes Brahms             | Ein deutsches Requiem |
| Johann Sebastian Bach       | Matthäus-Passion      |
| Johann Sebastian Bach       | Johannes-Passion      |
| Luigi Cherubini             | Messe in d-Moll       |
| Edvard Grieg                | Peer Gynt             |
| Georg Friedrich Händel      | Messiah               |
| Joseph Haydn                | Die Jahreszeiten      |
| Joseph Haydn                | Die Schöpfung         |
| Gustav Mahler               | 2. Sinfonie           |
| Gustav Mahler               | 4. Sinfonie           |
| Felix Mendelssohn Bartholdy | Elias                 |
| Wolfgang Amadeus Mozart     | Große Messe in c-Moll |
| Wolfgang Amadeus Mozart     | Waisenhausmesse       |
| Richard Strauss             | Vier letzte Lieder    |

## Auszeichnungen
- Bei den 49. Annual Grammy Awards 2006 wurde die Aufnahme von Wolfgang Amadeus Mozarts Große Messe in C-Moll (bei DG Archiv) als beste Chordarbietung (Best Choral Performance) nominiert.
- Bei den 52. Annual Grammy Awards 2009 wurde die Aufnahme von Olivier Messiaens Oper Saint François D’Assise als beste Opernaufnahme (Best Opera Recording) nominiert.[11]

## Aufnahmen (Auswahl)
Camilla Tilling hat bei mehreren Musikalben mitgewirkt: bei der Messe in d-Moll von Luigi Cherubini mit Riccardo Muti (bei EMI), bei Gustav Mahlers 4. Sinfonie mit dem Philharmonia Orchestra (Telarc), als Belinda in Henry Purcells Dido und Aeneas mit Emmanuelle Haïm und Edvard Griegs Peer Gynt mit Paavo Järvi (beide bei Virgin Classics) sowie Wolfgang Amadeus Mozarts C-Moll-Messe (DG Archiv).
Ihr erstes Soloalbum ist Rote Rosen, Lieder von Richard Strauss, begleitet von Paul Rivinius, das 2009 veröffentlicht wurde. Außerdem hat sie, ebenfalls mit Paul Rivinius, das Album Bei dir Allein, eine Auswahl von Schubert-Liedern, aufgenommen.